# Charles-Jean Dhont de Nieuwburgh
Charles-Jean Dhont de Nieuwburgh (1723 - februari 1798) was een Brugs zakenman en ambtenaar op het einde van het ancien régime.

## Familie
Charles Dhont was de zoon van Pieter-Cornelius Dhont en Isabella De Smet. Zijn vader was burgemeester van Kaprijke en baljuw van de heerlijkheid Averschoot.
Hij had drie broers en een zus. Zijn zus Marie Dhont trouwde met Cornelius Peers. Zijn broer Jean-Bernard (1726-1817) had een dochter Isabelle die trouwde met Charles-Jean Peers, een dochter Anne-Marie die trouwde met Jacques-Philippe Pecsteen en een zoon, Jean-Charles (1772-1821), die met zijn tweede vrouw Barbe Pecsteen (1780-1824) acht kinderen had.

## Activiteiten
In het verlengde van de activiteiten van zijn voorvaders, was Charles-Jean Dhont in de eerste plaats bezig met officiële opdrachten. Hij werd thesaurier-ontvanger van Damme, Hoeke en Monnikerede. Dit bracht hem tot rijkdom, wat hem toeliet heerlijkheden te verwerven, zoals die van Bouchaute, Nieuwenburgh, Ten Heede en Bassevelde. Het liet hem ook toe de centen neer te tellen om in de adelstand te worden opgenomen. Op 19 augustus 1760 werd hij geadeld, met de titel van ridder.

## Eerste huwelijk
Enkele jaren voordien was Dhont, als stokhouder van de baronieën Male en Vyve, tot voogd aangesteld van Isabelle Claesman, de laatste naamdrager van het rijke geslacht Claesman. Ze was naar men zegde geestelijk onvolwassen. Onder scherpe kritiek van de goegemeente trouwde hij met haar in 1760. Nadat ze in 1768 kinderloos overleden was, was hij de enige erfgenaam van haar aanzienlijke eigendommen, samen met de feodale titels van baron van Male en heer van Vyve. De ganse erfenis van de families Spanoghe, Trappequiers, Neyts en Claesman kwamen bij hem terecht, met als pronkstuk het Kasteel van Male. Deze families begonnen aan processen bij de Raad van Vlaanderen en bij de Grote Raad van Mechelen. Dhont werd in het ongelijk gesteld maar slaagde erin uitvoering te verhinderen.
Dhont had nu de nodige middelen om nog aanzienlijker investeringen te doen. Naast de aankoop van onroerend goed, was dit vooral de internationale handel die hij deed samen met Jean-Jacques van Outryve de Merckem.

## Tweede huwelijk
Na 1768 een gegeerde weduwnaar, hertrouwde Dhont begin 1770 met de dertig jaar jongere Anne le Bailly de Tilleghem, dochter van de thesaurier-generaal van Brugge, Philippe-Joseph Le Bailly. Ze behoorde tot een van de voornaamste adellijke families van West-Vlaanderen. Een oom van haar was Charles Le Bailly de Marloop, voorzitter van de Staten van Vlaanderen. Dhont rekende er op zijn macht en rijkdom door dit huwelijk nog aanzienlijk te doen aangroeien. Hij kandideerde al onmiddellijk om thesaurier-generaal van de stad Brugge te worden in opvolging van zijn schoonvader. Het onevenwichtige huwelijk liep echter al na een jaar op de klippen en er kwam een echtscheiding van. Steun vanwege de Le Baillys bleef dan ook achterwege.
Om erfgenamen te hebben en haar vermogen niet naar de familie Dhont te zien vertrekken, adopteerde Anne Le Bailly Denis Moles, voortaan Denis Moles Le Bailly genoemd.

## Zeeverzekering
In 1782 richtte hij, samen met Jean-Jacques van Outryve de Merckem een Brugse zeeverzekeringsmaatschappij, ook genoemd Brugse Assurantiekamer op, waarvan ongeveer alle prominenten in Brugge en tot ver daarbuiten, aandeelhouder werden. Het kapitaal van de maatschappij bedroeg 2.000.000 gulden.
Toen de Franse revolutie onze gewesten bereikte en de Franse overheerser bijzondere belastingen oplegde, werd Charles-Jean Dhont als de rijkste Bruggeling aanzien en aldus ook belast. In 1794 ontvluchtte hij trouwens de stad.

## Erfenis
Gezien zijn twee huwelijken kinderloos waren gebleven, ging de rijke erfenis van Charles Dhont naar de kinderen van zijn broer en zijn zus die nakomelingen hadden. Gelet op de huwelijken die werden aangegaan, waren dit in de eerste plaats, naast een of andere Dhont, leden van de families Pecsteen en Peers.
De overdracht gebeurde niet zonder problemen. Er werd immers opnieuw een proces ingespannen door nazaten van de families Neyts - Trappequiers die van oordeel waren dat de erfenis Claesman aan hen toekwam. Er werd tot in 1848 geprocedeerd tot uiteindelijk het Hof van Cassatie de klagers in het ongelijk stelde en de erfenis definitief aan de families Dhont, Pecsteen en Peers toekwam.